# Equivalenza logica
Nella logica e nella matematica, due proposizioni {\displaystyle p} e {\displaystyle q} si dicono logicamente equivalenti se hanno lo stesso valore di verità in ogni modello. L'equivalenza logica di {\displaystyle p} e {\displaystyle q} è a volte espressa come {\displaystyle p\equiv q}, {\displaystyle p::q}, {\displaystyle {\textsf {E}}pq}, o anche {\displaystyle p\iff q}, a seconda della notazione adottata. Tuttavia, questi simboli sono usati anche per l'equivalenza materiale, motivo per cui la corretta interpretazione dipende dal contesto: l'equivalenza logica è diversa dall'equivalenza materiale, sebbene i due concetti siano intrinsecamente correlati.

## Equivalenze logiche
Nela logica esistono molteplici equivalenze enunciate come leggi o proprietà. Di seguito se ne riportano alcune.

### Equivalenze logiche generali
| Equivalenza | Nome                              |
| --- | --------------------------------- |
| {\displaystyle p\wedge \top \equiv p} {\displaystyle p\vee \bot \equiv p}                                                             | Leggi di identità                 |
| {\displaystyle p\vee \top \equiv \top } {\displaystyle p\wedge \bot \equiv \bot }                                                     | Leggi di dominazione              |
| {\displaystyle p\vee p\equiv p} {\displaystyle p\wedge p\equiv p}                                                                     | Leggi di idempotenza o tautologia |
| {\displaystyle \neg (\neg p)\equiv p}                                                                                                 | Legge della doppia negazione      |
| {\displaystyle p\vee q\equiv q\vee p} {\displaystyle p\wedge q\equiv q\wedge p}                                                       | Leggi commutative                 |
| {\displaystyle (p\vee q)\vee r\equiv p\vee (q\vee r)} {\displaystyle (p\wedge q)\wedge r\equiv p\wedge (q\wedge r)}                   | Leggi associative                 |
| {\displaystyle p\vee (q\wedge r)\equiv (p\vee q)\wedge (p\vee r)} {\displaystyle p\wedge (q\vee r)\equiv (p\wedge q)\vee (p\wedge r)} | Leggi distributive                |
| {\displaystyle \neg (p\wedge q)\equiv \neg p\vee \neg q} {\displaystyle \neg (p\vee q)\equiv \neg p\wedge \neg q}                     | Leggi di De Morgan                |
| {\displaystyle p\vee (p\wedge q)\equiv p} {\displaystyle p\wedge (p\vee q)\equiv p}                                                   | Leggi di assorbimento             |
| {\displaystyle p\vee \neg p\equiv \top } {\displaystyle p\wedge \neg p\equiv \bot }                                                   | Leggi di negazione                |

### Equivalenze logiche che coinvolgono affermazioni condizionali
1. {\displaystyle p\implies q\equiv \neg p\vee q}
2. {\displaystyle p\implies q\equiv \neg q\implies \neg p}
3. {\displaystyle p\vee q\equiv \neg p\implies q}
4. {\displaystyle p\wedge q\equiv \neg (p\implies \neg q)}
5. {\displaystyle \neg (p\implies q)\equiv p\wedge \neg q}
6. {\displaystyle (p\implies q)\wedge (p\implies r)\equiv p\implies (q\wedge r)}
7. {\displaystyle (p\implies q)\vee (p\implies r)\equiv p\implies (q\vee r)}
8. {\displaystyle (p\implies r)\wedge (q\implies r)\equiv (p\vee q)\implies r}
9. {\displaystyle (p\implies r)\vee (q\implies r)\equiv (p\wedge q)\implies r}

### Equivalenze logiche che coinvolgono bicondizionali
1. {\displaystyle p\iff q\equiv (p\implies q)\wedge (q\implies p)}
2. {\displaystyle p\iff q\equiv \neg p\iff \neg q}
3. {\displaystyle p\iff q\equiv (p\wedge q)\vee (\neg p\wedge \neg q)}
4. {\displaystyle \neg (p\iff q)\equiv p\iff \neg q}

## Esempi

### Nella logica
Le seguenti affermazioni sono logicamente equivalenti:
1. Se Lisa è in Danimarca, allora è in Europa (una dichiarazione del tipo {\displaystyle d\implies e}),
2. Se Lisa non è in Europa, allora non è in Danimarca (una dichiarazione del tipo {\displaystyle \neg e\implies \neg d}).

Sintatticamente, la (1) e la (2) sono derivabili l'una dall'altra tramite le regole della contrapposizione e della doppia negazione. Semanticamente, la (1) e la (2) sono vere esattamente negli stessi modelli matematici (interpretazioni, valutazioni); vale a dire, quelli in cui o "Lisa è in Danimarca" è falsa o "Lisa è in Europa" è vera.
Si noti che in questo esempio si presuppone la logica classica. Alcune logiche non classiche non considerano la (1) e la (2) logicamente equivalenti.

## Relazione con l'equivalenza materiale
L'equivalenza logica è diversa dall'equivalenza materiale. Le formule {\displaystyle p} e {\displaystyle q} sono logicamente equivalenti se e solo se l'affermazione della loro equivalenza materiale ({\displaystyle p\iff q}) è una tautologia.
L'equivalenza materiale di {\displaystyle p} e {\displaystyle q} (spesso scritta come {\displaystyle p\leftrightarrow q}) è esso stesso un'altra istruzione nello stesso linguaggio oggetto di {\displaystyle p} e {\displaystyle q}.
Questa affermazione esprime l'idea che {\displaystyle p} e  se e solo se {\displaystyle q}. In particolare, il valore di verità di {\displaystyle p\leftrightarrow q} può cambiare da un modello all'altro.
D'altra parte, l'affermazione che due formule sono logicamente equivalenti è un'affermazione nel metalinguaggio, che esprime una relazione tra le due affermazioni {\displaystyle p} e {\displaystyle q} Le affermazioni sono logicamente equivalenti se hanno lo stesso valore di verità in ogni modello.